# Venus (Schiff, 1931)
Die Venus war ein 1930/31 für die Bergenske Dampskibsselskab (BDS) gebautes Kombischiff, das bis September 1939 zwischen Norwegen und England verkehrte. Sie wurde 1941 von der deutschen Kriegsmarine beschlagnahmt und als Wohn- und Zielschiff bei einer Ausbildungsflottille für U-Boot-Besatzungen eingesetzt. Bei einem Bombenangriff auf Hamburg im März 1945 wurde sie beschädigt und sank in flachem Wasser auf Grund. Nach Kriegsende gehoben und rundum erneuert, fuhr sie ab 1948 wieder zwischen Bergen und Newcastle, mit Winterkreuzfahrten von England nach Teneriffa und Madeira. Sie wurde 1968 abgewrackt.

## Bau und technische Daten
Das Motorschiff wurde 1930/31 von der Helsingør Jærnskibs- og Maskinbyggeri in Helsingör (Dänemark) mit der Baunummer 198 gebaut. Es war 121,5 m lang und 16,5 m breit, hatte 8,1 m Tiefgang, war mit 5407 BRT und 2867 NRT vermessen und hatte eine Tragfähigkeit von 1760 tdw. Das Gesamtvolumen der Laderäume betrug 2716 m³, wovon 1722 m³ Kühlraum für Fisch und Lebensmittel waren. Zwei 10-Zylinder-4-Takt-Dieselmotoren von Burmeister & Wain in Kopenhagen leisteten 9000 bhp und 1117 nhp und ergaben eine Höchstgeschwindigkeit von 19,5 Knoten. Das Schiff hatte Platz für 201 Passagiere in der 1. Klasse und 76 in der 3. Klasse. Die Baukosten betrugen mehr als 5,2 Millionen NOK, womit die Venus das zu diesem Zeitpunkt mit Abstand teuerste Schiff der Reederei war.

## Geschichte

### Vorkriegsjahre

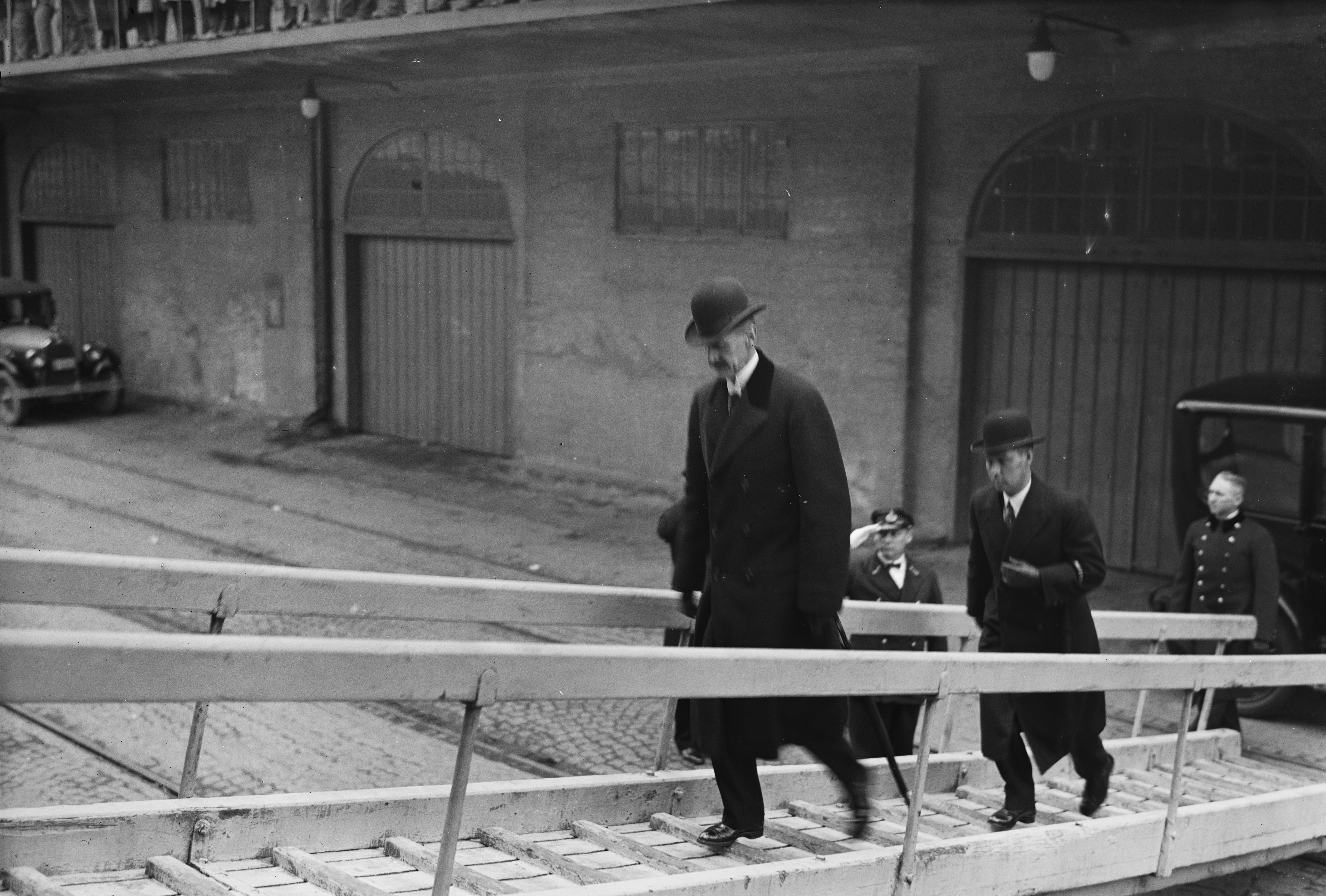
König Haakon VII. geht an Bord, 30. April 1931

Die Indienststellung des Schiffs wurde in Norwegen mit erheblichem Aufwand gefeiert. Die erste offizielle Testreise fand am 29. April 1931 in Helsingör mit 150 geladenen Gästen statt, und am 30. April lief die Venus nach Oslo, wo sie von König Haakon VII. und Vertretern der Regierung und des Storting begrüßt wurde. Am 2. Mai erfolgte eine Rundfahrt auf dem Oslofjord mit 200 geladenen Gästen und am 3. Mai fuhr das Schiff mit Premierminister Mowinckel und rund 100 Passagieren an Bord von Oslo nach Bergen. Am 5. Mai gab es einen Ausflug auf den Byfjord mit einem Festessen für 300 geladene Gäste, darunter auch König Christian X. von Dänemark. Am 6. Mai 1931 lief die Venus dann zu ihrer Jungfernfahrt über Haugesund und Stavanger nach Newcastle aus. Bis zum Beginn des Zweiten Weltkriegs bediente sie diese Route im Linienverkehr, zunächst gemeinsam mit der Jupiter und ab Mai 1938 mit der neu in Dienst gekommenen Vega. Unter ihren Passagieren war auch die norwegische Königin Maud, die erstmals bereits am 31. Mai 1931 und danach noch mehrfach zum Besuch ihrer Eltern und Geschwister nach England reiste. 
Im Januar 1937 wurde das Schiff wegen einer beachtenswerten Seenotrettungsaktion international bekannt und belobigt. Während der Fahrt nach Newcastle empfing die Venus am Abend des 18. Januar den SOS-Funkspruch des von Kirkenes nach Middlesbrough dampfenden norwegischen Frachtschiffs Trym, das mit gebrochenem Ruder im schweren Sturm trieb. Die Venus erreichte das immer mehr Wasser aufnehmende Schiff nach etwa neun Stunden Fahrt in dichtem Schneetreiben und zum Orkan angewachsenen Sturm. Rettungsaktionen waren zunächst aufgrund der Wetterverhältnisse nicht möglich, die beiden Schiffe verloren einander am Abend des 19. Januar sogar zeitweise wieder aus den Augen. Erst am Morgen des 20. Januar, als der Sturm sich ein wenig beruhigt hatte, konnte die Venus ein Rettungsboot mit neun Freiwilligen zur Trym schicken, aber es gelang nicht, eine Leine zum Havaristen zu werfen. Schließlich sprang der Matrose Perry Opsahl von der Trym mit einer Leine ins Meer und schwamm zum Boot. Insgesamt fünf Seeleute wurden einzeln ins Boot geholt, aber dann wurde das Boot am Bug der Trym vorbei gezogen und die Leine musste gekappt werden. Nach insgesamt anderthalb Stunden konnte das Boot wieder zur Venus zurückkehren; die Männer wurden einzeln an Bord gehieft, aber das Boot musste aufgegeben werden. Kapitän Vilhelm Dreyer manövrierte daraufhin den Bug der Venus nahe genug an die Trym, um eine Leine hinüberschießen zu können und dann mithilfe einer Hosenboje die restlichen 13 Mann zu retten. Die gesamte Rettungsaktion dauerte vier Stunden. Eine später durchgeführte Suche nach der Trym blieb erfolglos.
Im Frühjahr 1939 wurde das Schiff zwei Monate lang bei Burmeister & Wain in Kopenhagen überholt.

### Zweiter Weltkrieg
Nach dem Ausbruch des Zweiten Weltkriegs kam die Venus am 6. September 1939 in Bergen an. Die Reederei wollte ihre wertvollsten Schiffe nicht riskieren und legte die Venus und die Vega zunächst im Damsgårdssund in Bergen, dann ab November 1939 in der etwas weiter nördlich gelegene Kirkebukt und schließlich gemeinsam mit der Stella Polaris im Veafjord bei Stanghelle nordöstlich von Bergen auf. Sie lagen noch dort, als die Wehrmacht am 9. April 1940 in Norwegen einfiel. Am 11. September 1940 wurden die Venus und die Vega von den Besatzern beschlagnahmt, aber bereits am 16. Oktober 1940 wieder an die Reederei zurückgegeben und erneut aufgelegt. Am 8. Mai 1941 wurde die Venus zum zweiten Mal von der Kriegsmarine beschlagnahmt, bei der Neptun Werft in Rostock zum Wohn- und Zielschiff umgerüstet und dann der im April 1941 gebildeten 26. U-Flottille in Pillau zugewiesen, wo U-Boot-Kommandanten ihre Torpedoschießausbildung erhielten. Die Flottille wurde im Februar 1945 nach Warnemünde verlegt.
Am 20. März 1945 lag die Venus im Waltershofer Hafenbecken in Hamburg, als amerikanische Bomber vom Typ B-17 Flying Fortress die Hafenanlagen angriffen. Das Schiff wurde getroffen und sank in flachem Wasser auf Grund, wobei die Aufbauten weiterhin aus dem Wasser ragten. Dort blieb das Wrack bis nach Kriegsende liegen.

### Nachkriegszeit
Das Schiff wurde noch im Mai 1945 der BDS, den rechtmäßigen Eignern, zurückgegeben. Daraufhin wurde im Juni untersucht, ob es wieder betriebsfähig gemacht werden könnte. Die Beurteilung war positiv, allerdings wurden Reparatur, Umbau und Modernisierung recht kostspielig. Das Wrack wurde schwimmfähig gemacht und nach Helsingör geschleppt, wo es am 29. September 1945 eintraf. Am 31. August 1946 wurde es zur weiteren Arbeit nach Aarhus geschleppt. Am 19. April 1947 war das Schiff wieder in Helsingör. Vom 23. Juli bis 9. August 1947 lag es bei Burmeister & Wain in Kopenhagen. Vom 9. August bis 27. November 1947 wurden in Helsingör weitere Arbeiten durchgeführt. Das Schiff fuhr dann nach Landskrona in Schweden, wo es bis zum 14. Dezember im Dock lag. Danach ging es wieder nach Helsingör, wo die letzten Arbeiten ausgeführt wurden. Bei dem Umbau wurde ein Laderaum entfernt, stattdessen der Platz für Passagiere erheblich erweitert und ein Raum zur Beförderung von Kraftfahrzeugen eingebaut. Die Venus konnte nun 143 Passagiere in der 1. Klasse, 257 in der 2. Klasse und 60 Passagiere auf billigen Plätzen für junge Gruppenreisende befördern. Der Bug war moderner und auch Deckshaus und Brücke wurden modernisiert. Die Reparatur kostete rund 16 Mio. NOK. Das Schiff war nun mit 6269 BRT und 3521 NRT vermessen und hatte eine Tragfähigkeit von 2200 tdw. Die erste Probefahrt fand am 21. März 1948 statt. 
Am 4. Mai 1948 kam das vollkommen erneuerte Schiff in Oslo an, und an Bord gab es ein Mittagessen für König Haakon VII., Kronprinz Olav und Kronprinzessin Märtha und eine Anzahl ausländischer und norwegischer Gäste. Am nächsten Tag fuhr die Venus mit kurzen Besuchen in Stavanger und Haugesund nach Bergen, an Bord Storting-Präsident Fredrik Monsen, Premierminister Einar Gerhardsen, Minister, hochrangige Militärs, der Bürgermeister von Bergen, Botschafter und andere Vertreter von Regierung und Geschäftswelt. Am 8. Mai trat die Venus dann ihre erste Nachkriegsreise nach England an, zuerst nach London, dann über Newcastle zurück nach Bergen. Am 12. Mai 1948 nahm sie ihre angestammte Tour Bergen—Newcastle wieder auf, ebenso auch die winterlichen zehntägigen Kreuzfahrten von Southampton nach Teneriffa und Madeira, die bis in die 1960er Jahre stattfanden. Dabei war die Venus am 28. Januar 1951 etwa 50 Seemeilen vor Kap Finisterre wiederum an einer Rettungsaktion beteiligt. Der in Panama registrierte 9827-BRT-Tanker Janko, auf der Fahrt von Abadan nach Göteborg, brach während eines Sturms in zwei Teile und sandte SOS-Notsignale aus. Die Venus fand den Bugteil der Janko und konnte letztlich alle dort verbliebenen sieben Mann an Bord holen, von denen einer allerdings bereits tot im Wasser trieb. Die 15 anderen Mitglieder der Besatzung auf dem abgebrochenen Heckteil wurden von der Capella gerettet.
Im Herbst 1952 und 1953 unternahm die Venus einige Reisen nach Süden von Plymouth aus, bevor sie später ihre reguläre Winterreisen von Southampton aus antrat. Von 1954 bis 1957 war Plymouth ständiger Abfahrtshafen für die Winterreisen nach Süden, danach wieder Southampton. Bei der Rückreise von einer Fart nach Madeira und Teneriffa kam die Venus am 22. März 1955 in Plymouth an, wo sie ihre Passagiere absetzte und dann hinter der Mole ankerte, um einen aufkommenden Sturm auszusitzen. Während der Nacht drehte der Sturm nach Nordosten, die Anker konnten das Schiff nicht halten, und in den Morgenstunden wurde es auf die Mountbatten Rocks, die felsige Südküste der Deadman’s Bay im Plymouth Sound, gedrückt und schlug leck. Der Versuch, das Schiff am nächsten Morgen mit drei Schleppern freizuziehen, schlug fehl. Erst am 26. März, während einer Springtide und nachdem allerlei bewegliches Gut vom Schiff entfernt worden war, konnte die Venus freigeschleppt werden. Sie wurde, mit mehreren Lecks im Schiffsboden und Schlagseite nach Backbord, in die Millbay Docks in Plymouth geschleppt und dort behelfsmäßig abgedichtet. Anfang April wurde sie zur Reparatur nach Amsterdam geschleppt. Am 31. Mai 1955 kam die Venus wieder in Bergen an, um ihren gewohnten Dienst anzutreten.
Ab der Wintersaison 1960/61 änderte sich dann der Jahresablauf des Schiffs: Von Frühjahr bis Herbst wurde weiterhin die Strecke Bergen—Newcastle befahren, aber die Wintermonate verbrachte die Venus zumeist aufgelegt in Bergen und unternahm nur noch gelegentlich eine Kreuzfahrt. Im Dezember 1961 unternahm sie eine Weihnachtsfahrt für schwedische Touristen von Malmö nach Spanien, Marokko, Madeira und den Kanarischen Inseln. Im Herbst 1962 machte sie eine Fahrt von Southampton nach Madeira und zu den Kanaren, ebenso im Herbst und über Weihnachten 1963 sowie an den Weihnachts- und Neujahrswochenenden 1964 und 1965. Im März und April 1965 gab es zwei Kreuzfahrten ins Mittelmeer und zu griechischen Inseln.
Von Mai bis September 1965 fuhr das Schiff auf einer neuen direkten Route von Stavanger nach Newcastle, legte aber auch einige Male in Bergen an. Im März 1966 fuhr die Venus mit etwa hundert Passagieren nach Lübeck, um den Stapellauf der Jupiter/Black Watch mitzuerleben, danach durch das Mittelmeer bis nach Haifa. Im Sommer 1966 befuhr sie zunächst wieder die Strecke nach Newcastle, ab Juli ging es dann wechselweise nach Newcastle und Rotterdam und im Herbst wieder ausschließlich nach Newcastle. Im Frühjahr 1967 gab es noch einmal eine Kreuzfahrt ins Mittelmeer und in den Sommern 1967 und 1968 jeweils eine Kreuzfahrt von Rotterdam zu den Fjorden von Westnorwegen.
Da die Fahrtzulassung für die Venus im Herbst 1968 auslief, verkaufte die Reederei das Schiff an die Shipbreaking Industries Ltd. in Faslane nordwestlich von Glasgow zum Verschrotten. Am 17. Oktober 1968 lief die Venus zum letzten Mal aus Bergen aus – auf dem Weg nach Faslane, wo sie am 19. Oktober eintraf.